# Paul Hartland
Paul Hartland (Apeldoorn, 1910 – Amsterdam 1991) was een Nederlands fotograaf en grafisch ontwerper.
Hij volgde een opleiding aan het Instituut Opleiding tot Tekenleraren in Amsterdam (1932-1934) en een opleiding aan de reclame-afdeling van de Koninklijke Academie van Beeldende Kunsten in Den Haag (1932-‘33). Werk van hem is bekend bij het Amsterdamse ontwerpbureau Co-op 2 van Paul Guermonprez en het reclamebureau Hard Werken. Hartland was enige tijd assistent van  László Moholy-Nagy bij  het tijdschrift International Textiles en De Spaarnestad (1934-‘35). Tijdens de Tweede Wereldoorlog leverde hij een bijdrage aan het verzet met het vervalsen van persoonsbewijzen. Hij werd gearresteerd en zat vast in kamp Amersfoort en Vucht.
Zijn fotoarchief is ondergebracht bij het Nederlands Fotomuseum in Rotterdam.
Paul Hartland wordt genoemd in aflevering 6, "De fotograaf" van de podcast De Zwembadclub (2023), door Annegriet Wietsma gemaakt voor de NTR. 
- Biografisch Portaal: 42095732
- International Standard Name Identifier: 0000 0000 6914 381X
- Nederlandse Thesaurus van Auteursnamen: 072509562
- PIC: 290492
- RKD-Nederlands Instituut voor Kunstgeschiedenis: 264429
- Union List of Artist Names: 500116746
- Virtual International Authority File: 96546655
- WorldCat: E39PBJfGRfjHf4jdD8JGKfW4bd